# Le Cheval de bronze
Le Cheval de bronze és una òpera en tres actes composta per Daniel Auber sobre un llibret en francès d'Eugène Scribe. S'estrenà a l'Opéra-Comique de París el 23 de març de 1835. La soprano que l'estrenà fou Alphonsine-Virginie-Marie Dubois.
En la seva forma original, fou una òpera còmica, que incloïa diàlegs parlats. El 1857, Auber la converteix en una òpera-ballet amb recitatius.